# 水口 (香港)
水口是香港新界大嶼山的一個地方，位於石壁及塘福之間。水口以東海灣名為水口灣，而在水口以南半島名為水口半島。在水口區內的水口村則是一條小村落，由30多間房屋組成，位於鳳凰徑第九段末。
因為風向及地理關係，水口是香港最多風箏滑水 (Kiteboarding) 愛好者遊樂的地方，亦是最適合風箏滑水初學者之處。另外，因為其地理位置屬於光害比較少的範圍，特別是村落以南通往籮箕灣的一段鳳凰徑小路，因此成為香港其中一個熱門觀星地點。香港天文學會在此設立水口觀測站，並且設置天文望遠鏡，為會員提供理想及舒適的天文觀測地點。

## 歷史
2015年，大嶼山發展諮詢委員會討論南大嶼山的康樂及旅遊發展，包括建議在水口半島設立野生動物園。

## 道路
- 嶼南路

## 交通
水口區由新大嶼山(1973)巴士公司提供巴士服務：
- 1：大澳<->梅窩
- 2：昂坪<->梅窩
- 11：大澳<->東涌市中心
- 23：昂坪<->東涌市中心
- N1：梅窩->大澳 (通宵單向路線)